# Ribas de Sil (comarca)

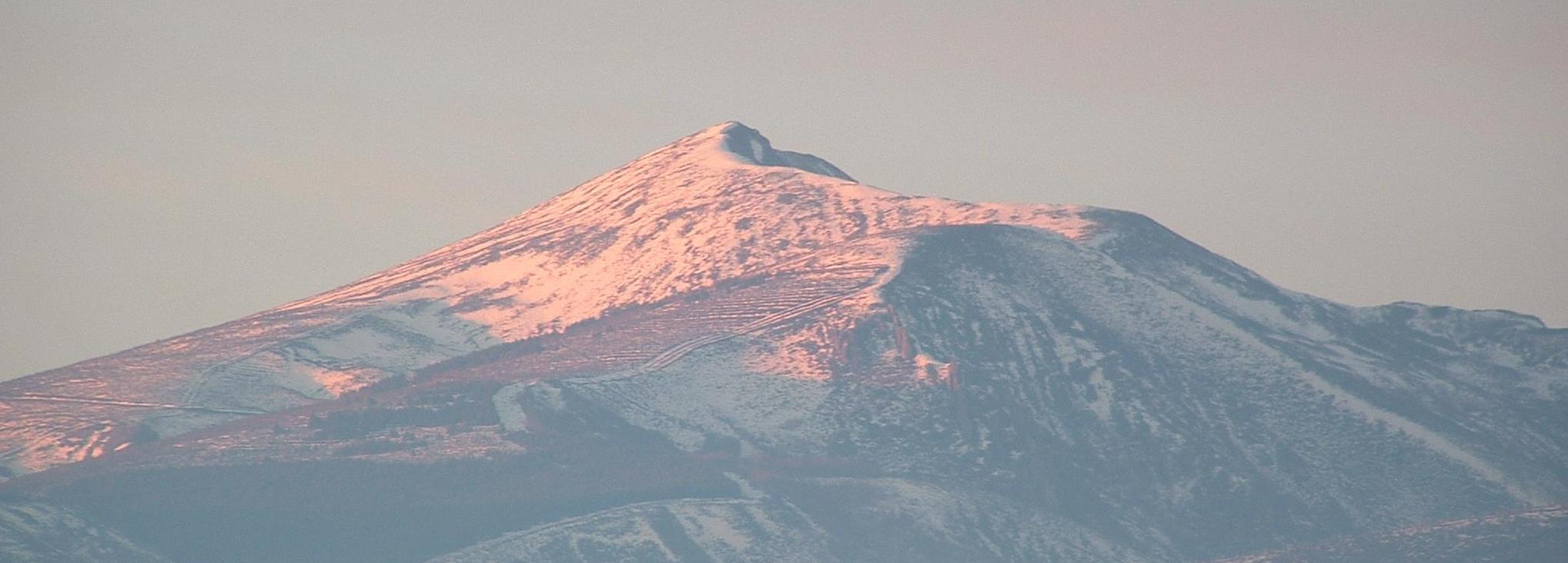
Montaña "El Miro"

Ribas de Sil es una comarca tradicional e histórica situada en el noroeste de la provincia de León, formada por los municipios de Palacios del Sil y Páramo del Sil.
Actualmente se encuentra integrada en Ancares-Sil, una de las seis zonas geográficas o demarcaciones en que se divide la comarca de El Bierzo, y unida administrativamente al Consejo Comarcal de El Bierzo.

## Geografía
Ocupa una extensión de 371,57 km², limitando al norte con Asturias y Laciana, al oeste con Fornela, al sur con el Bierzo Alto y al este con Laciana y Omaña.
La comarca tiene una gran biodiversidad en cuanto a flora y fauna al igual que un gran patrimonio cultural, destacando que aún conserva el uso de la lengua leonesa.

## Historia
Inicialmente formaba un solo concejo, el de Riba del Sil, que tras la Edad Media se dividiría en dos jurisdicciones, por un lado Ribas de Sil de Arriba o de Suso, y por otro Ribas de Sil de Abajo o de Yuso.
Ribas de Sil de Arriba dependía eclesiásticamente del Obispado de Oviedo y englobaba las localidades de:
- Cuevas
- Mata la Villa
- Susañe
- Val de prado
- La Villa de Palacios

Por otro lado Ribas de Sil de Abaxo dependía eclesiásticamente del Obispado de Astorga y comprendía:
- Anllares
- Anllarinos
- Argayoso
- Cariseda
- Páramo
- San Pedro
- Santa Cruz
- Sorbeda

Durante los siglos XV y XVI está documentado que el concejo de Ribas de Sil pertenece a los Condes de Luna, como así consta en los archivos de esta casa nobiliaria.